# Lista de bens tombados em Iguape
A lista de bens tombados de Iguape reúne itens do patrimônio cultural e histórico de Iguape. Os tombamentos estaduais foram realizados pelo Conselho de Defesa do Patrimônio Histórico, Arqueológico, Artístico e Turístico (CONDEPHAAT).
Dentre os patrimônios tombados está o Centro Histórico de Iguape que é um núcleo urbano em área de planície à beira mar. O conjunto paisagístico e histórico da cidade de Iguape é reconhecido pelo IPHAN, no contexto de preservação do patrimônio cultural e histórico brasileiro.
| Imagem | Bem                                                              | Data de fundação | Coordenadas                                               | Tombamento                                                                      | Referência |
| ------ | ---------------------------------------------------------------- | ---------------- | --------------------------------------------------------- | ------------------------------------------------------------------------------- | ---------- |
|        | Basílica do Senhor Bom Jesus de Iguape e Nossa Senhora das Neves |                  | 24° 42′ 35″ S, 47° 33′ 22″ O                              | Património de Influência Portuguesa (base de dados)                             |            |
|        | Casa Térrea à Rua São Miguel                                     |                  | 24° 42′ 48″ S, 47° 33′ 41″ O                              | bem tombado pelo CONDEPHAAT                                                     |            |
|        | Casa de Fundição                                                 |                  | 24° 42′ 32″ S, 47° 33′ 17″ O                              | bem tombado pelo CONDEPHAAT                                                     |            |
|        | Centro Histórico de Iguape                                       |                  | 24° 42′ 35″ S, 47° 33′ 22″ O                              | bem tombado pelo IPHAN bem tombado pelo CONDEPHAAT                              |            |
|        | E.E. Vaz de Caminha                                              |                  | 24° 42′ 30″ S, 47° 33′ 28″ O 24° 42′ 31″ S, 47° 33′ 28″ O | bem tombado pelo CONDEPHAAT                                                     |            |
|        | Edifício ao Largo da Basílica, 2                                 |                  | 24° 42′ 33″ S, 47° 33′ 21″ O                              | bem tombado pelo CONDEPHAAT                                                     |            |
|        | Edifício ao Largo da Basílica, 20 (atual 92)                     |                  | 24° 42′ 34″ S, 47° 33′ 22″ O                              | bem tombado pelo CONDEPHAAT                                                     |            |
|        | Edifício ao Largo da Basílica, 21 (atual 93)                     |                  | 24° 42′ 33″ S, 47° 33′ 20″ O                              | bem tombado pelo CONDEPHAAT                                                     |            |
|        | Edifício ao Largo da Basílica, 23 (atual 23)                     |                  | 24° 42′ 32″ S, 47° 33′ 19″ O                              | bem tombado pelo CONDEPHAAT                                                     |            |
|        | Edifício ao Largo da Basílica, 29 (atual 137 e 139)              |                  | 24° 42′ 33″ S, 47° 33′ 21″ O                              | bem tombado pelo CONDEPHAAT                                                     |            |
|        | Edifício ao Largo da Basílica, 37 (atual 93)                     |                  | 24° 42′ 33″ S, 47° 33′ 20″ O                              | bem tombado pelo CONDEPHAAT                                                     |            |
|        | Edifício ao Largo da Basílica, 4 (atual 22)                      |                  | 24° 42′ 33″ S, 47° 33′ 20″ O                              | bem tombado pelo CONDEPHAAT                                                     |            |
|        | Edifício ao Largo da Basílica, 6 (atual 30)                      |                  | 24° 42′ 33″ S, 47° 33′ 20″ O                              | bem tombado pelo CONDEPHAAT                                                     |            |
|        | Edifício do Antigo Correio                                       |                  | 24° 42′ 24″ S, 47° 33′ 24″ O                              | bem tombado pelo CONDEPHAAT                                                     |            |
|        | Edifício à Rua 15 de Novembro, 104 (atual 412)                   |                  | 24° 42′ 35″ S, 47° 33′ 26″ O                              | bem tombado pelo CONDEPHAAT                                                     |            |
|        | Edifício à Rua 15 de Novembro, 106 (atual 420)                   |                  | 24° 42′ 35″ S, 47° 33′ 26″ O                              | bem tombado pelo CONDEPHAAT                                                     |            |
|        | Edifício à Rua 15 de Novembro, 108 (atual 428)                   |                  | 24° 42′ 35″ S, 47° 33′ 27″ O                              | bem tombado pelo CONDEPHAAT                                                     |            |
|        | Edifício à Rua 15 de Novembro, 110 (atual 434)                   |                  | 24° 42′ 35″ S, 47° 33′ 26″ O                              | bem tombado pelo CONDEPHAAT                                                     |            |
|        | Edifício à Rua 15 de Novembro, 112 (atual 440)                   |                  | 24° 42′ 35″ S, 47° 33′ 26″ O                              | bem tombado pelo CONDEPHAAT                                                     |            |
|        | Edifício à Rua 15 de Novembro, 114 (atual 444)                   |                  | 24° 42′ 35″ S, 47° 33′ 26″ O                              | bem tombado pelo CONDEPHAAT                                                     |            |
|        | Edifício à Rua 15 de Novembro, 22 (atual 100)                    |                  | 24° 42′ 30″ S, 47° 33′ 17″ O                              | bem tombado pelo CONDEPHAAT                                                     |            |
|        | Edifício à Rua 15 de Novembro, 24 (atual 108)                    |                  | 24° 42′ 30″ S, 47° 33′ 17″ O                              | bem tombado pelo CONDEPHAAT                                                     |            |
|        | Edifício à Rua 15 de Novembro, 26                                |                  | 24° 42′ 29″ S, 47° 33′ 15″ O                              | bem tombado pelo CONDEPHAAT                                                     |            |
|        | Edifício à Rua 15 de Novembro, 28 (atual 120)                    |                  | 24° 42′ 30″ S, 47° 33′ 18″ O                              | bem tombado pelo CONDEPHAAT                                                     |            |
|        | Edifício à Rua 15 de Novembro, 30 (atual 126)                    |                  | 24° 42′ 30″ S, 47° 33′ 18″ O                              | bem tombado pelo CONDEPHAAT                                                     |            |
|        | Edifício à Rua 15 de Novembro, 33                                |                  | 24° 42′ 29″ S, 47° 33′ 15″ O                              | bem tombado pelo CONDEPHAAT                                                     |            |
|        | Edifício à Rua 15 de Novembro, 34                                |                  | 24° 42′ 29″ S, 47° 33′ 15″ O                              | bem tombado pelo CONDEPHAAT                                                     |            |
|        | Edifício à Rua 15 de Novembro, s/n (atual 31)                    |                  | 24° 42′ 29″ S, 47° 33′ 15″ O                              | bem tombado pelo CONDEPHAAT                                                     |            |
|        | Edifício à Rua Capitão Dias, 13                                  |                  | 24° 42′ 34″ S, 47° 33′ 24″ O                              | bem tombado pelo CONDEPHAAT                                                     |            |
|        | Edifício à Rua Major Rebello, 24 (atual 68)                      |                  | 24° 42′ 20″ S, 47° 33′ 09″ O                              | bem tombado pelo CONDEPHAAT                                                     |            |
|        | Edifício à Rua Tiradentes, 101 (atual 287)                       |                  | 24° 42′ 42″ S, 47° 33′ 31″ O                              | bem tombado pelo CONDEPHAAT                                                     |            |
|        | Edifício à Rua Tiradentes, 103                                   |                  | 24° 42′ 41″ S, 47° 33′ 31″ O                              | bem tombado pelo CONDEPHAAT                                                     |            |
|        | Edifício à Rua Tiradentes, 105 (atual 301)                       |                  | 24° 42′ 37″ S, 47° 33′ 24″ O                              | bem tombado pelo CONDEPHAAT                                                     |            |
|        | Edifício à Rua Tiradentes, 107 (atual 305)                       |                  | 24° 42′ 42″ S, 47° 33′ 31″ O                              | bem tombado pelo CONDEPHAAT                                                     |            |
|        | Edifício à Rua Tiradentes, 109 (atual 309)                       |                  | 24° 42′ 38″ S, 47° 33′ 24″ O                              | bem tombado pelo CONDEPHAAT                                                     |            |
|        | Edifício à Rua Tiradentes, 111 (atual 315)                       |                  | 24° 42′ 38″ S, 47° 33′ 24″ O                              | bem tombado pelo CONDEPHAAT                                                     |            |
|        | Edifício à Rua das Neves, 1                                      |                  | 24° 42′ 31″ S, 47° 33′ 17″ O                              | bem tombado pelo CONDEPHAAT                                                     |            |
|        | Edifício à Rua das Neves, 10 (atual 36)                          |                  | 24° 42′ 31″ S, 47° 33′ 17″ O                              | bem tombado pelo CONDEPHAAT                                                     |            |
|        | Edifício à Rua das Neves, 12 (atual 44)                          |                  | 24° 42′ 31″ S, 47° 33′ 16″ O                              | bem tombado pelo CONDEPHAAT                                                     |            |
|        | Edifício à Rua das Neves, 13 (atual 51)                          |                  | 24° 42′ 31″ S, 47° 33′ 17″ O                              | bem tombado pelo CONDEPHAAT                                                     |            |
|        | Edifício à Rua das Neves, 14 (atual 54)                          |                  | 24° 42′ 31″ S, 47° 33′ 17″ O                              | bem tombado pelo CONDEPHAAT                                                     |            |
|        | Edifício à Rua das Neves, 15 (atual 57)                          |                  | 24° 42′ 32″ S, 47° 33′ 18″ O                              | bem tombado pelo CONDEPHAAT                                                     |            |
|        | Edifício à Rua das Neves, 18 (atual 68)                          |                  | 24° 42′ 32″ S, 47° 33′ 18″ O                              | bem tombado pelo CONDEPHAAT                                                     |            |
|        | Edifício à Rua das Neves, 2 (atual 4)                            |                  | 24° 42′ 32″ S, 47° 33′ 18″ O                              | bem tombado pelo CONDEPHAAT                                                     |            |
|        | Edifício à Rua das Neves, 21 (atual 75)                          |                  | 24° 42′ 31″ S, 47° 33′ 17″ O                              | bem tombado pelo CONDEPHAAT                                                     |            |
|        | Edifício à Rua das Neves, 29 (atual 87 e 91)                     |                  | 24° 42′ 31″ S, 47° 33′ 16″ O                              | bem tombado pelo CONDEPHAAT                                                     |            |
|        | Edifício à Rua das Neves, 30 (atual 98)                          |                  | 24° 42′ 31″ S, 47° 33′ 17″ O                              | bem tombado pelo CONDEPHAAT                                                     |            |
|        | Edifício à Rua das Neves, 32 (atual 106)                         |                  | 24° 42′ 31″ S, 47° 33′ 17″ O                              | bem tombado pelo CONDEPHAAT                                                     |            |
|        | Edifício à Rua das Neves, 34 (atual 114 e 118)                   |                  | 24° 42′ 31″ S, 47° 33′ 17″ O                              | bem tombado pelo CONDEPHAAT                                                     |            |
|        | Edifício à Rua das Neves, 36 (atual 122)                         |                  | 24° 42′ 32″ S, 47° 33′ 18″ O                              | bem tombado pelo CONDEPHAAT                                                     |            |
|        | Edifício à Rua das Neves, 37 (atual 129)                         |                  | 24° 42′ 31″ S, 47° 33′ 17″ O                              | bem tombado pelo CONDEPHAAT                                                     |            |
|        | Edifício à Rua das Neves, 38 (atual 126)                         |                  | 24° 42′ 31″ S, 47° 33′ 17″ O                              | bem tombado pelo CONDEPHAAT                                                     |            |
|        | Edifício à Rua das Neves, 39 (atual 113)                         |                  | 24° 42′ 31″ S, 47° 33′ 17″ O                              | bem tombado pelo CONDEPHAAT                                                     |            |
|        | Edifício à Rua das Neves, 41 (atual 119)                         |                  | 24° 42′ 31″ S, 47° 33′ 17″ O                              | bem tombado pelo CONDEPHAAT                                                     |            |
|        | Edifício à Rua das Neves, 5 (atual 29)                           |                  | 24° 42′ 31″ S, 47° 33′ 18″ O                              | bem tombado pelo CONDEPHAAT                                                     |            |
|        | Edifício à Rua das Neves, 7 (atual 33)                           |                  | 24° 42′ 31″ S, 47° 33′ 17″ O                              | bem tombado pelo CONDEPHAAT                                                     |            |
|        | Edifício à Rua das Neves, 8 (atual 30)                           |                  | 24° 42′ 31″ S, 47° 33′ 17″ O                              | bem tombado pelo CONDEPHAAT                                                     |            |
|        | Edifício à Rua das Neves, s/n (atual 110)                        |                  | 24° 42′ 31″ S, 47° 33′ 18″ O                              | bem tombado pelo CONDEPHAAT                                                     |            |
|        | Escola Agrícola                                                  |                  | 24° 42′ 25″ S, 47° 33′ 27″ O                              | bem tombado pelo CONDEPHAAT                                                     |            |
|        | Hotel de Iguape                                                  |                  | 24° 42′ 33″ S, 47° 33′ 21″ O                              | bem tombado pelo CONDEPHAAT                                                     |            |
|        | Igreja de São Benedito                                           |                  | 24° 42′ 23″ S, 47° 33′ 24″ O                              | bem tombado pelo CONDEPHAAT                                                     |            |
|        | Igreja do Rosário                                                |                  | 24° 42′ 38″ S, 47° 33′ 30″ O                              | bem tombado pelo CONDEPHAAT                                                     |            |
|        | Maciço da Juréia                                                 |                  |                                                           | bem tombado pelo CONDEPHAAT                                                     |            |
|        | Museu Histórico e Arqueológico de Iguape                         |                  | 24° 42′ 31″ S, 47° 33′ 15″ O                              | Património de Influência Portuguesa (base de dados) bem tombado pelo CONDEPHAAT |            |
|        | Praia do Rio Verde                                               |                  | 24° 37′ 00″ S, 47° 19′ 00″ O                              | bem tombado pelo CONDEPHAAT                                                     |            |
|        | Quilombo Aldeia                                                  |                  | 24° 41′ 49″ S, 47° 31′ 47″ O                              | quilombo tombado pela Constituição Federal do Brasil de 1988                    |            |
|        | Quilombo Morro Seco                                              |                  | 24° 37′ 56″ S, 47° 24′ 21″ O                              | quilombo tombado pela Constituição Federal do Brasil de 1988                    |            |
|        | Sede da Prefeitura de Iguape                                     |                  | 24° 42′ 31″ S, 47° 33′ 21″ O                              | bem tombado pelo CONDEPHAAT                                                     |            |
|        | Sobrado do Toledo                                                |                  | 24° 42′ 27″ S, 47° 33′ 20″ O                              | bem tombado pelo CONDEPHAAT                                                     |            |

∑ 69 items.